# Straußenberg
Der Straußenberg – alternativ Schraußenberg genannt – ist ein 582,6 m ü. NHN hoher Berg in der mittleren Haardt im Pfälzerwald. Er liegt auf der Gemarkung der Gemeinde Edenkoben im Landkreis Südliche Weinstraße in Rheinland-Pfalz (Deutschland) und ist der höchste Berg auf dem Gemeindegebiet.

## Geographie

### Lage
Der Straußenberg erhebt sich im Naturpark Pfälzerwald und im Biosphärenreservat Pfälzerwald-Vosges du Nord. Er befindet sich etwa 830 Meter südöstlich des Hochberggipfels (635,3 m ü. NHN) und kann als dessen Vorberg angesehen werden. Im Osten fällt der Berg in die Oberrheinische Tiefebene ab, wobei die wesentlich niedrigeren Berge Werderberg (349,7 m ü. NHN) und Heidelberg (338,3 m ü. NHN) noch vorgelagert sind. Im Süden wird der Berg durch das Triefenbachtal begrenzt.

### Naturräumliche Zuordnung
Der Straußenberg gehört zum Naturraum Pfälzerwald, der in der Systematik des von Emil Meynen und Josef Schmithüsen herausgegebenen Handbuches der naturräumlichen Gliederung Deutschlands und seinen Nachfolgepublikationen als Großregion 3. Ordnung klassifiziert wird. Betrachtet man die Binnengliederung des Naturraums, so gehört er zum Mittleren Pfälzerwald.
Zusammenfassend folgt die naturräumliche Zuordnung des Straußenbergs damit folgender Systematik:
1. Großregion 1. Ordnung: Schichtstufenland beiderseits des Oberrheingrabens
2. Großregion 2. Ordnung: Pfälzisch-Saarländisches Schichtstufenland
3. Großregion 3. Ordnung: Pfälzerwald
4. Region 4. Ordnung (Haupteinheit): Mittlerer Pfälzerwald
5. Region 5. Ordnung: Haardt

## Gipfel und Wandern
Der Berg ist vollständig bewaldet. Am Berg befinden sich zahlreiche Forstwege. Über den Gipfel führt ein unmarkierter Wanderpfad.